# لويس ستوري
لويس ستوري (بالإنجليزية: Lewis Storey)‏ هو موسيقي ومغن مؤلف أمريكي، ولد في 11 فبراير 1950 في كازا غراندي في الولايات المتحدة.